# Nothing to Fear
Nothing to Fear este o piesă instrumentală a formației britanice Depeche Mode. Piesa a apărut pe albumul A Broken Frame, în 1982.